# Raschau (Oelsnitz)
Raschau ist ein Ortsteil der Großen Kreisstadt Oelsnitz/Vogtl. im sächsischen Vogtlandkreis. Er wurde im Jahr 1919 eingemeindet.

## Geografie

### Lage und Verkehr
Der Ortsteil Raschau liegt nordwestlich des Stadtkerns von Oelsnitz/Vogtl. Die Bebauung geht im Osten nahtlos in das Stadtgebiet von Oelsnitz/Vogtl, über. Raschau befindet sich im Westen des Vogtlandkreises und im sächsischen Teil des historischen Vogtlands. Geografisch liegt Raschau im Zentrum des Naturraums Vogtland (Übergang vom Mittelvogtländischen Kuppenland zum Oberen Vogtland). Der durch den Raschauer Grund fließende Bocksbach fließt nach seiner Anstauung als Raschauer Dorfbach weiter. Er mündet im Süden von Raschau in die Weiße Elster, welche in der Nähe im weiteren Verlauf in der Talsperre Pirk angestaut wird. Ein Teil des Vorbeckens Oelsnitz der Talsperre Pirk befindet sich auf Raschauer Flur.
Im Süden und Westen verläuft die Bundesstraße 92, welche nördlich von Raschau in der Anschlussstelle Plauen-Süd die Bundesautobahn 72 kreuzt.
Der Ort ist über die PlusBus-Linie 50 des Verkehrsverbunds Vogtland im Stundentakt mit Plauen, Oelsnitz, Falkenstein, Auerbach und Rodewisch verbunden.

### Nachbarorte
|                      | Unterlosa, Oberlosa                         | Untermarxgrün   |
| Taltitz mit Dobeneck | Kompassrose, die auf Nachbargemeinden zeigt | Oelsnitz/Vogtl. |
|                      | Oelsnitz/Vogtl.                             |                 |

## Geschichte
Das Straßendorf Raschau wurde erstmals im Jahr 1224 unter Nennung eines Herrensitzes und eines Heinricus de Ratschau erwähnt. Der Herrensitz wurde im Jahr 1445 als Rittersitz bezeichnet. Als Besitzer wurden unter anderem Leuther von Rouschouwo und Niclas von Raschau genannt. Vermutlich gehen die im Jahr 1542 genannten Vorwerke auf das 13. Jahrhundert zurück. Belegt ist aus dem Jahr 1481 der Verkauf eines dieser Vorwerke von Philipp von Uttenhofen an Matthes Theymler. Im Jahr 1500 kaufte die Familie Fassmann das Gut, bevor es neun Jahre später an den Rat von Oelsnitz kam. Das Rittergut Raschau entstand in der folgenden Zeit aus diesem Gut. Das zweite Vorwerk kam 1551 als Lehen an die Familie Meyerhöfern. Der Rat zu Oelsnitz wurde 1587 mit diesem Gut beliehen. Dieser ließ vorhandene Gebäude abreißen und ein Erbgut errichten. In den letzten Jahren des 17. Jahrhunderts wurde auch das Gut Raschau zum Rittergut erhoben, wodurch der Ort seitdem zwei Rittergüter besaß. Im Jahr 1763 wurde das Gut Raschau zu Gunsten von Waisen gestiftet, wodurch die Adlige Ostensche Waisenhausstiftung entstand, welche das Gut bis 1914 besaß. Das Rittergut hingegen wurde nach zweijähriger Pacht durch Clemens Wehner 1897 an Georg Kurze verpachtet. Die Familie Kurze kaufte 1914 Gut Raschau von der Stiftung.
Der Ort Raschau gehörte bezüglich der Grundherrschaft im Jahr 1542 anteilig der Pfarre zu Oelsnitz, dem Deutschen Orden zu Plauen, dem Rat zu Oelsnitz, dem Rittergut Geilsdorf, den beiden Rittergütern zu Raschau und als Amtsdorf zum kursächsischen Amt Voigtsberg. Um 1764 ist nur noch die Grundherrschaft zum Rittergut Raschau belegt. Kirchlich ist Raschau seit jeher nach Oelsnitz gepfarrt. Raschau gehörte bis 1856 zum kursächsischen bzw. königlich-sächsischen Amt Voigtsberg. 1856 wurde der Ort dem Gerichtsamt Oelsnitz und 1875 der Amtshauptmannschaft Oelsnitz angegliedert.
Die Gemeinde Raschau wurde bereits im Jahr 1919 nach Oelsnitz/Vogtl. eingemeindet. Im Zuge der Bodenreform in der Sowjetischen Besatzungszone ab 1945 wurden die Rittergüter enteignet. Während das  Herrenhaus des Ritterguts Raschau in den Jahren 1949/1950 größtenteils abgerissen wurde, ist das Wirtschaftsgebäude bis heute erhalten. Nach 1990 siedelte sich auf dem Areal eine Dachdeckerfirma an. Durch die zweite Kreisreform in der DDR kam Raschau als Teil der neuen Kreisstadt Oelsnitz im Jahr 1952 zum Kreis Oelsnitz im Bezirk Chemnitz (1953 in Bezirk Karl-Marx-Stadt umbenannt). Raschau kam als Stadtteil von Oelsnitz/Vogtl. im Jahr 1990 zum sächsischen Landkreis Oelsnitz, der 1996 im Vogtlandkreis aufging.